# Clermont-sous-Huy
Clermont-sous-Huy is een plaats en deelgemeente van de Belgische gemeente Engis.
Clermont-sous-Huy ligt in de provincie Luik en was tot 1 januari 1977 een zelfstandige gemeente. De gemeente heette vroeger Clermont-sur-Meuse.
Clermont en Montaigu waren één graafschap in de vroege Middeleeuwen.

## Bezienswaardigheden
- De Sint-Barbarakerk (Église Sainte-Barbe) was van oorsprong een kapel die afhing van de parochie van Neuville-en-Condroz, gelegen in het gehucht Aux Houx. In 1853 werd de parochie gesticht. Het huidige gebouw omvat een toren van 1890, een 19e-eeuws schip en dwars daarop een nieuw schip, van 1929.
- Het Château d'Attines bestaat voornamelijk uit 18e-eeuwse gebouwen waarbij ook 17e-eeuws materiaal werd hergebruikt. Bij het domein behoort ook een boerderij die eveneens uit de 18e eeuw stamt.
- Het Château de Halledet stamt uit de 16e eeuw maar werd in 1860 deels gewijzigd en vergroot in neogotische stijl.
- Het Château de Magnery werd gebouwd in de eerste decennia van de 19e eeuw en is gelegen in een mooi park met vijvers.

## Natuur en landschap
Clermont-sous-Huy ligt aan de Maas waarvan het gescheiden wordt door een autoweg en een industriegebied. Ooit stond hier een kruitfabriek (poudrerie). De Route des Trente-six Tournants door het dal van de Ruisseau d'Engihoul voert omhoog naar ruim 200 meter. Meer naar het westen voert een weg omhoog naar de kerk van Clermont-sous-Huy die zich in het gehucht Aux Houx bevindt dat op een hoogte van 231 meter ligt. Deze zuidelijke helling van het Maasdal is zeer bosrijk.

## Demografische ontwikkeling
- Bronnen:NIS, Opm:1831 tot en met 1970=volkstellingen, 1976= inwoneraantal op 31 december

## Nabijgelegen kernen
Ramioul, Engis, Hermalle-sous-Huy, Neuville-en-Condroz, Ehein